# Macrocera tonnoiri
Macrocera tonnoiri är en tvåvingeart som beskrevs av Loïc Matile 1989. Macrocera tonnoiri ingår i släktet Macrocera och familjen platthornsmyggor. Inga underarter finns listade i Catalogue of Life.